# Sobór Zaśnięcia Matki Bożej w Poczajowie

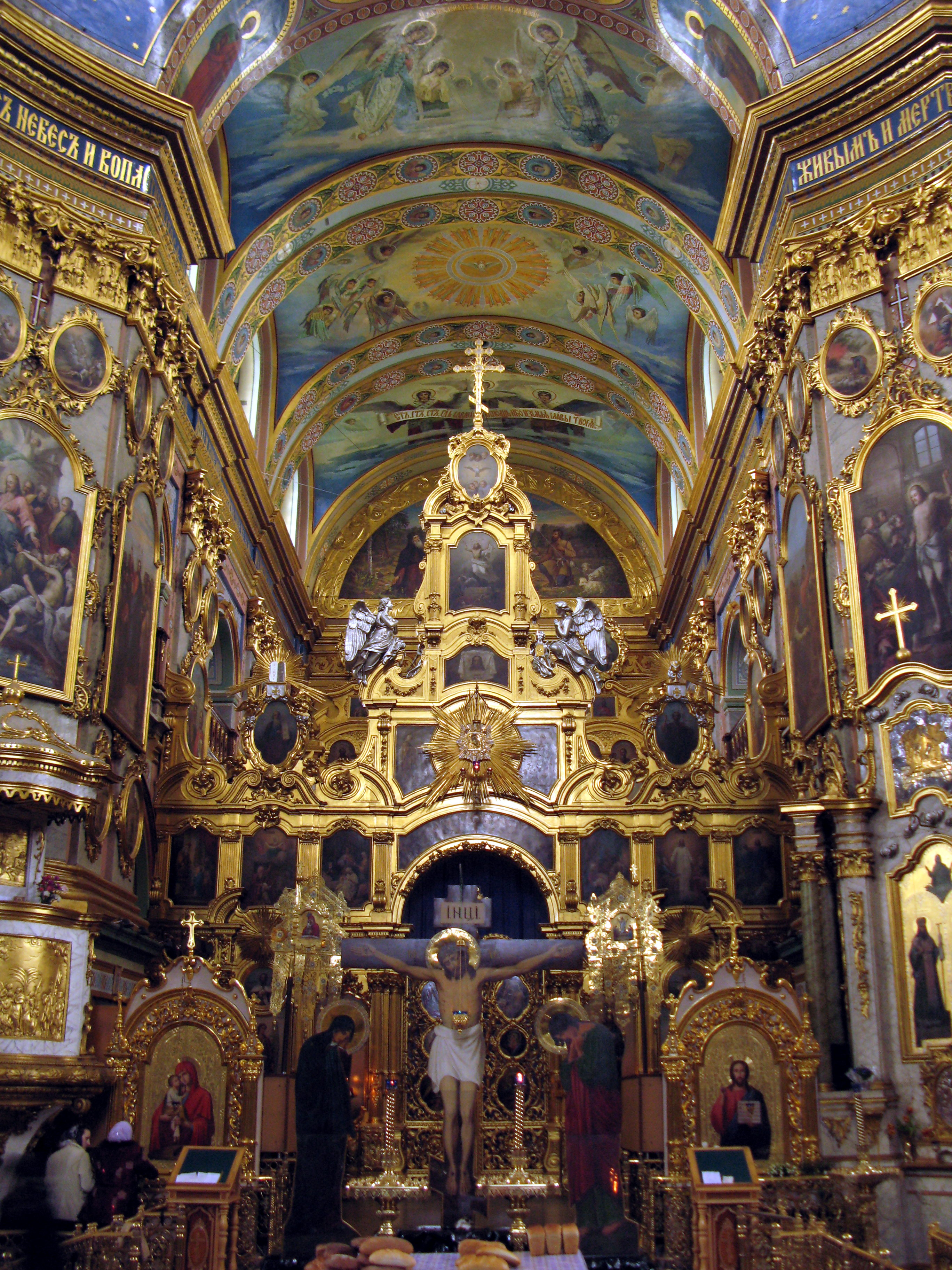
Ikonostas, ambona

Sobór Zaśnięcia Matki Bożej (ukr. Свято-Успенський собор у Почаєві) – prawosławny sobór w Poczajowie, największa cerkiew wschodnich kresów dawnej Rzeczypospolitej, zbudowana w latach 1771–1783 na polecenie Mikołaja Bazylego Potockiego przez śląskiego architekta Jana Gotfryda Hoffmana, ukończona w 1785 według wskazówek Piotra Polejowskiego ze Lwowa. Okazała świątynia o potężnej, spiętrzonej bryle zewnętrznym wyglądem przypomina założenia klasztorne Austrii lub Niemiec, ponieważ poczajowscy bazylianie, dla których była wznoszona, dążyli do zbliżenia z kulturą Zachodu.

## Historia
Z woli fundatora, magnata Mikołaja Bazylego Potockiego lwowianin Maciej Polejowski objął pracę przy „fabryce poczajowskiej”. Przebywając przejazdem w Buczaczu w październiku 1780 otrzymał on list od wojewodzica bełskiego polecający dla OO. Bazylianów z nakazem objęcia zwierzchnictwa nad budową cerkwi. Zakonnicy nie byli przychylni Polejowskiemu, następnego dnia odsunęli go od pracy przy „fabryce” za krytykę, zdaniem Polejowskiego, źle wzniesionego filaru w nowej cerkwi. Maciej Polejowski powrócił do Poczajowa jako prefekt „fabryki” cerkwi w 1790.
8 września 1791 cudowny obraz Matki Boskiej został uroczyście umieszczony w nowym ikonostasie.

## Opis
Cerkiew Uspieńska stoi nad pieczarą, w której według tradycji miała ukazać się Matka Boska (w cerkwi znajduje się kamień z odbitym śladem jej stopy). W innej z pieczar znajduje się cerkiew Pieczarna, ze szczątkami św. Hioba, wielkiego autorytetu prawosławia. Obok jest pieczara, w której święty medytował. Jeszcze niżej jest cerkiew św. Antoniego.
Cerkiew jest trójnawową bazyliką, z fasadą flankowaną dwiema wieżami i kopułą na ogromnym tamburze. Wystrój wnętrza jest utrzymany w stylu rokokowym. Uwagę zwraca XIX-wieczny, bogato zdobiony eklektyczny ikonostas (wcześniejszy rokokowy wykonany przez warsztat Macieja Polejowskiego usunięto w XIX wieku), w którym znajduje się cudowna ikona Matki Boskiej Poczajowskiej.
W pewnej odległości od cerkwi wznosi się 65-metrowa dzwonnica z połowy XIX w.
Sobór Zaśnięcia Matki Bożej stanowi część kompleksu klasztornego pod nazwą ławra Poczajowska.